# 阿朗松站
阿朗松站是法国的一个铁路车站，位于法国西北部城市，奥恩省省会阿朗松。

## 位置
阿朗松站位于阿朗松市区的东部，勒芒－梅济东铁路55.969公里处。车站大致呈南北走向，开口朝西。

## 车站历史
阿朗松站建成于1856年。事实上，早在19世纪上半叶，巴黎－布雷斯特铁路规划从阿朗松经过，但在萨尔特省议员的努力下，该铁路却最终经过阿朗松以南的勒芒。阿朗松直到1856年才与法国铁路网连接。
历史上，阿朗松站还有过多条地方性铁路，但现均已关闭。
阿朗松距离巴黎的直线距离仅220公里，但由于现经过阿朗松站的唯一一条铁路勒芒－梅济东铁路（图尔－卡昂铁路的一部分）是一条南北向的铁路，而阿朗松又位于巴黎的正西方向，因此阿朗松成为了距离巴黎最近的没有直通列车的法国省会城市。

## 停靠线路
以下列车线路在阿朗松站停靠：
| 阿朗松站列车线路表   |            |                                     |             |              |
| 线路                 | 车种       | 上一站                              | 下一站      | 大致运行频率 |
| 图尔—卡昂            | INTERCITÉS | 勒芒                                | 塞/苏尔东   | 每天2趟左右  |
| 图尔—卡昂            | TER        | 维沃讷-博蒙                         | 塞          | 每天1趟      |
| 勒芒/阿朗松—卡昂     | TER        | 维沃讷-博蒙/拉于特库龙比耶/（起点） | 塞          | 每天6趟左右  |
| 勒芒—阿朗松/阿尔让唐 | TER        | 勒芒/维沃讷-博蒙/拉于特库龙比耶     | （终点）/塞 | 每天6趟左右  |
| 1.                   |            |                                     |             |              |

## 配套交通

### 长途客车
阿朗松站对应的大巴车上下车地点位于阿朗松站门口的广场上。
| 停靠阿朗松站的大巴车 |                         |                                                                    |
| 上下车地点           | 运营单位                | 主要目的地                                                         |
| 阿朗松站门口         | 奥恩省城际客运 Cap'Orne | 阿尔让唐、福莱尔、诺让勒霍图、拉菲尔泰马塞、维穆蒂耶、莱格尔       |
| 阿朗松站门口         | SNCF                    | 当某条铁路线施工或罢工时，SNCF可能会提供途径该线路沿途站点的大巴车 |
| 1. 2. 3. 4.          |                         |                                                                    |

### 市内交通
| 阿朗松站附近的公交线路 |                |           |
| 公交车站名称           | 位置           | 停靠线路  |
| Gare                   | 阿朗松站正前方 | 1路、3b路 |
| 1.                     |                |           |

## 临近车站
| 阿朗松站（Gare d'Alençon）     |                  |               |
| 上行车站                       | 线路             | 下行车站      |
| 拉于特库龙比耶站 15.3km ←      | 勒芒－梅济东铁路 | 塞站 → 20.1km |
| - 本表仅显示运营中的线路及车站 |                  |               |